# Niklas Landin Jakobsen
Niklas Landin Jakobsen (19 de Dezembro de 1988), é um jogador profissional de handebol dinamarquês, que atualmente joga pelo Bjerringbro-Silkeborg e pela Liga Dinamarquesa de Andebol. Campeão olímpico em 2016.

## Carreira
Em 7 de agosto de 2014, o THW Kiel anunciou que Landin se juntaria ao clube em um contrato de três anos, a partir da temporada de 2015. Ele venceu a Supertaça de 2015 com o THW Kiel em uma partida acirrada contra o SG Flensburg-Handewitt. Seu tempo no Kiel provou trazer grande sucesso, já que Landin venceu a DHB-Pokal de 2017 e 2019, bem como a Copa EHF de 2019. Em 2020, o Kiel conquistou uma dobradinha, já que o time venceu a Bundesliga de Handebol de 2019-20 e a Liga dos Campeões da EHF de 2019-20, com Landin sendo o goleiro titular. Em 2021, Landin recebeu o prêmio de jogador de Handebol do ano. Como resultado de suas atuações, o dinamarquês conquistou o título de Jogador Mundial do Ano da IHF em 2019 e 2021.
Ele é campeão europeu com a equipe nacional dinamarquesa, depois de vencer o Campeonato 2012 na Sérvia, derrotando a nação anfitriã na final, 21-19.
Em 2011, ele também ganhou medalha de prata no Campeonato Mundial na Suécia.
Jakobsen fez parte do elenco medalha de ouro na Rio 2016. Nos Jogos Olímpicos de Verão de 2024, em Paris, conquistou a medalha de ouro no torneio masculino do handebol, após vencer na final confronto contra a equipe alemã por 39–26.